# Пшибишево (Великопольське воєводство)
Пшибишево (пол. Przybyszewo) — село в Польщі, у гміні Свенцехова Лещинського повіту Великопольського воєводства.
Населення — 528 осіб (2011).
У 1975-1998 роках село належало до Лешненського воєводства.

## Демографія
Демографічна структура станом на 31 березня 2011 року:
|          | Загалом | Допрацездатний вік | Працездатний вік | Постпрацездатний вік |
| -------- | ------- | ------------------ | ---------------- | -------------------- |
| Чоловіки | 253     | 56                 | 176              | 21                   |
| Жінки    | 275     | 70                 | 161              | 44                   |
| Разом    | 528     | 126                | 337              | 65                   |